# Estadio Batakan
El Estadio Batakan es un estadio de fútbol en Balikpapan, Provincia de Borneo Oriental, Indonesia. El estadio alberga al club Persiba Balikpapan de la Liga 2 de Indonesia. El estadio tiene una capacidad de 40 000 espectadores.
El estadio acogió la ceremonia de apertura de la temporada 2020 de la Liga 2 el 14 de marzo de 2020.